# 薩爾加茨科耶區

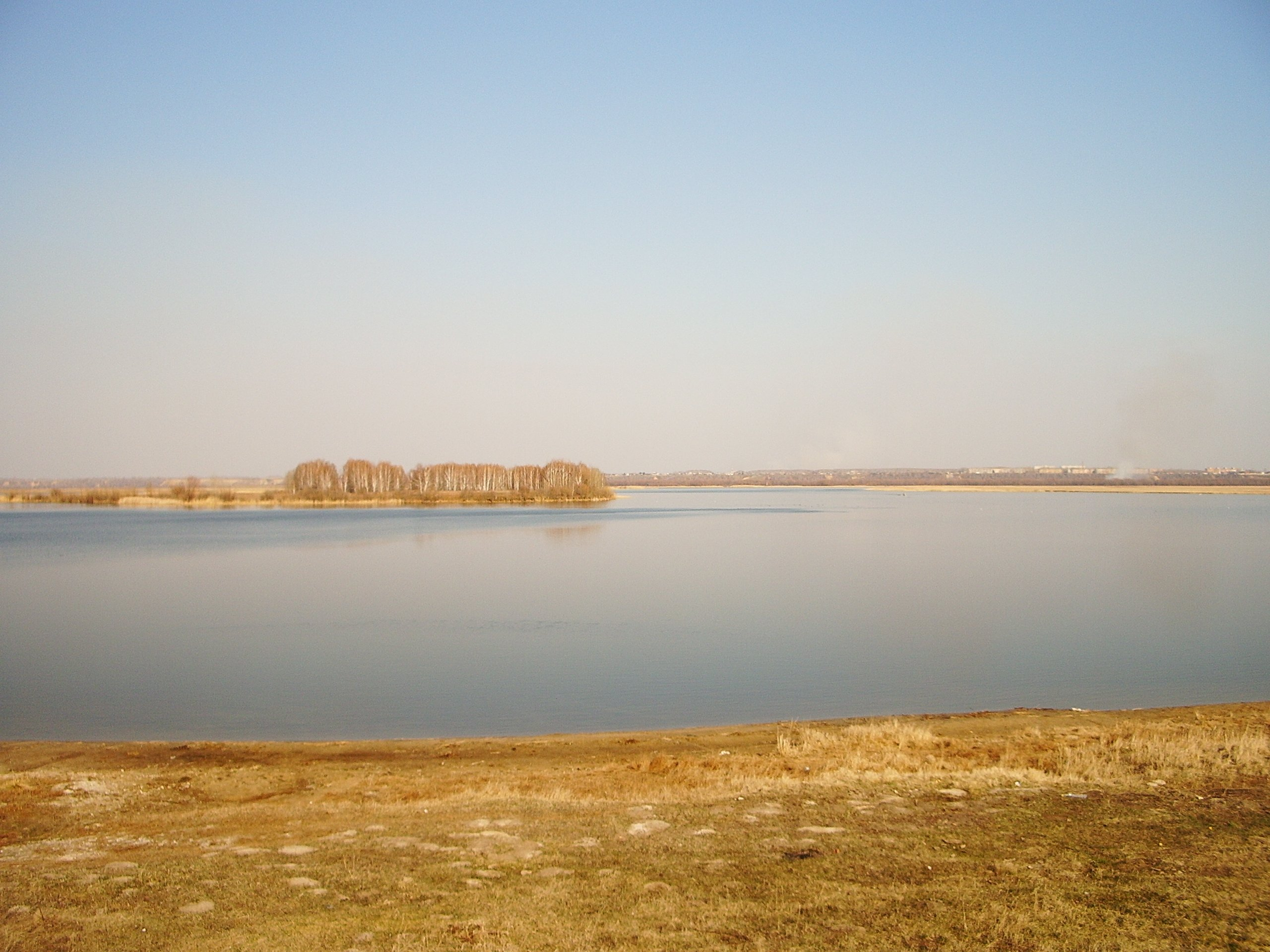

55°36′58″N 73°29′27″E / 55.61611°N 73.49083°E
薩爾加茨科耶區（俄语：Саргатский район），是俄羅斯的一個區，位於該國西南部，由鄂木斯克州負責管轄，面積3,800平方公里，2010年人口20,014，人口密度每平方公里5.27人。